# فرودگاه بین‌المللی تالسا (اکلاهما)
فرودگاه بین‌المللی تالسا، اکلاهما  (به انگلیسی: Tulsa International Airport) یک فرودگاه همگانی باربری (۲۰۰۹) با کد یاتا TUL است که یک باند فرود بتن دارد و طول باند آن ۳۰۴۸ متر است. این فرودگاه در شهر تالسا، اکلاهما کشور ایالات متحده آمریکا قرار دارد و در ارتفاع ۲۰۶ متری از سطح دریا واقع شده است.

## شرکت‌های هواپیمایی و مقصدهای پروازی

### مسافری
| شرکت‌های هواپیمایی | مقصدهای پروازی                                                                              |
| ----------------- | ------------------------------------------------------------------------------------------- |
| الیجنت ایر        | مک‌کاران، لس‌آنجلس، اورلندو سنفورد فصلی: ثرگود مارشال بالتیمور واشینگتن، سن پترزبورگ-کلیرواتر |
| امریکن ایرلاینز   | اوهر شیکاگو، دالاس-فورت ورث، میامی                                                          |
| امریکن ایگل       | شارلوت داگلاس، اوهر شیکاگو، دالاس-فورت ورث                                                  |
| دلتا ایرلاینز     | هارتسفیلد-جکسون آتلانتا                                                                     |
| دلتا کانکشن       | هارتسفیلد-جکسون آتلانتا، متروپولیتن شهرستان وین دیترویت، مینیاپولیس−سنت پل، سالت‌لیک‌سیتی     |
| ساوت‌وست ایرلاینز  | دالاس لاو، دنور، ویلیام پی. هابی، مک‌کاران، فینکس اسکای هاربر، لامبرت-ست لوی                 |
| یونایتد ایرلاینز  | دنور فصلی: جرج بوش                                                                          |
| یونایتد اکسپرس    | اوهر شیکاگو، دنور، جرج بوش                                                                  |

### باری
| Airlines                               | Destinations                                                               |
| -------------------------------------- | -------------------------------------------------------------------------- |
| فدکس اکسپرس                            | ممفیس، کانزاس‌سیتی، ویل راجرز، ویچیتا مید-کانتیننت، ملی اسپرینگفیلد-برانسون |
| فدکس اکسپرس اجرا توسط مانتین ایر کارگو | ممفیس                                                                      |
| فدکس اکسپرس اجرا توسط Empire Airlines  | فوت ورث الاینس                                                             |
| Flight Express                         | آدیسون                                                                     |
| یوپی‌اس ایرلاینز                        | لوئیویل، ویل راجرز، انتاریو                                                |